# Mitsuishi Kotono
Mitsuishi Kotono (三石琴乃) (Toda, Saitama, 8 de desembre de 1967), és una seiyuu (actriu de veu per dibuixos animats), actriu i cantant japonesa.

## Papers a l'anime
- Angelic Layer (Shoko Asami)
- Anpanman (Maron-kun)
- Baketsu de Gohan (Mint)
- Blue Seed (Kōme Sawaguchi)
- Cardcaptor Sakura (Maki Matsumoto)
- Corrector Yui (Freeze)
- Detective Academy Q (Hitomi Tachikawa)
- Detective Conan (Keele (Rena Mizunashi), Yuri Konno)
- Doraemon (Tamako Nobi)
- Excel Saga (Excel)
- Flame of Recca (Kagebōshi, Kagerō)
- Fruits Basket (Kagura Sohma)
- Fullmetal Alchemist (Gracia Hughes)
- Future GPX Cyber Formula (Asuka Sugō)
- GEAR Fighter Dendō (Orie Kusanagi, Bega, narrador, announcer)
- Genji Tsūshin Agedama (Ibuki Hiraya)
- Ghost Stories (Kayako Miyanoshita)
- Ginga Sengoku Gunyūden Rai (Shimon)
- Great Teacher Onizuka (Urumi Kanzaki)
- Gundam
  - After War Gundam X (Toniya Malme)
  - Mobile Suit Gundam SEED (Murrue Ramius, Haro, Ezaria Joule, narrador)
  - Mobile Suit Gundam SEED Destiny (Murrue Ramius, narrador)
- Hana no Mahōtsukai Marybelle (Ribbon)
- Hare Tokidoki Buta (Kazuko-sensei)
- Hidamari no Ki (Oshina)
- High School Mystery: Gakuen 7 Fushigi (Yukari Kawai, female student B)
- Hyper Police (Fonne Walkure)
- Irresponsible Captain Tylor (Kim Kyung Hwa)
- Kamikaze Kaito Jeanne (Saki Matsubara)
- King of Bandit Jing (Izarra)
- Kishin Dōji Zenki (Nagi)
- Kocchi Muite! Miiko (Mama)
- Legendz (Killbeat)
- Mahoraba (Yū Minazuki)
- Neon Genesis Evangelion (Misato Katsuragi)
- Nintama Rantarō (Yamabuki, Ayaka)
- Noir (Mireille Bouquet)
- Paranoia Agent (Harumi Chōno)
- Revolutionary Girl Utena (Juri Arisugawa)
- Sailor Moon (Usagi Tsukino, Chibi Chibi)
- Spiral: Suiri no Kizuna (Madoka Narumi)
- Steel Angel Kurumi (Misaki Kagura)
- Yaiba (Sayaka Mine)